# Star Wars: Clone Wars
Star Wars: Clone Wars je americký animovaný televizní miniseriál, který navrhl a režíroval Genndy Tartakovsky a vytvořila společnost Lucasfilm spolu se studiem Cartoon Network Studios pro stanici Cartoon Network. Odehrává ve světě Star Wars, konkrétně mezi filmy prequelové trilogie Star Wars Klony útočí a Pomsta Sithů a je jedním z prvních děl zabývajících se Klonovými válkami. Zobrazuje činy různých postav z prequelové trilogie, především Jediů a klonových vojáků, v jejich válce proti droidím vojskům Konfederace nezávislých systémů a Sithům.
Seriál byl vysílán na stanici Cartoon Network od 7. listopadu 2003 do 25. března 2005 a měl tři řady s celkovým počtem 25 dílů. Byl prvním televizním seriálem Star Wars od Ewoks (1985-1986). První dvě řady Clone Wars, které vyšli na DVD jako Volume One, byly vytvořeny z dílů o délce dvou až tří minut, zatímco třetí řada se skládá z pěti 12-minutových dílů a vyšla na DVD jako Volume Two. Tyto dvě části vydala na DVD společnost 20th Century Fox Home Entertainment. Seriál získal od svého vydání uznání kritiků a vyhrál vícero ocenění, včetně cenu Primetime Emmy za vynikající animovaný pořad za obě části. Jeho úspěch vedl k vytvoření spin-offového CGI seriálu Klonové války v roce 2008.

## Děj
Seriál začíná krátce po filmu Klony útočí, když Separatistická konfederace nezávislých systémů spolu se Sithy obléhájí upadající Galaktickou republiku a Jedie. Jak válka pokračuje, tak víc a víc planet se začne Republice vymykat zpod kontroly.

### Přehled
Hlavní dějová linie první části ukazuje rytíře Jedi Obi-Wana Kenobiho, jak vede útok na planetu Muunilinst. Ta je domovem InterGalaktického bankovního klanu, sponzorem Separatistů, kteří se chtějí od Republiky oddělit. Bankovní klan si najal lovce odměn jménem Durge aby velel jejich droidímu vojsku na bojišti. Obi-Wanův učedník Anakin Skywalker je kancléřem Palpatinem osobně jmenován vůdcem vesmírných sil v boji. Mezitím si vezme vůdce Separatistů Hrabě Dooku ženu citlivou k Síle Asajj Ventress jako svou Sithskou učednici a pošle ji zabít Anakina. Na Yavinu 4 se Anakinovi podaří Ventress v souboji světelných mečů porazit čerpáním ze svého hněvu.
Kolem této dějové linie se odehrávají různé bitvy zaměřující se na ostatní Jedie a jejich válečné činy. Mistr Mace Windu čelí neozbrojen droidímu vojsku na Dantooinu. Mistr Yoda putuje na ledovou planetu Ilum, aby zachránil Luminaru Unduli a Barriss Offee, obojživelný Kit Fisto vede vodní pluk klonových vojáků na vodní planetě Mon Cala a skupina ztroskotaných Jediů narazí na obávaného lovce Jediů generála Grievouse na Hypori.
Druhá část přímo navazuje na konec té první, ve kterém Obi-Wan posílá svůj tým ARC trooperů na Hypori, aby zachránili Jedie před Grievousem. Republika je už zoufalá, a po dlouhém zvažování se Rada Jediů rozhodne povýšit Anakina na hodnost rytíře Jedi. Seriál pak přeskočí na konec války, kde z Anakina stal mnohem mocnejší Jedi.
Anakin a Obi-Wan dostanou za úkol najít Grievouse na planetě Nelvaan, ale místo toho vysvobodí skupinu Nelvaanců, které zotročovala a mutovala Separatistická Techno unie. Během záchrany nelvaanských válečníků má Anakin tajemné vidění o jeho postupné proměně v Dartha Vadera. Mezitím Grievous vede útok na Coruscant a navzdory snahám Yody, Mace Windua, Shaak Ti a dalších unese Palpatina. Anakin a Obi-Wan se poté vydají na záchranu kancléře pouhé minuty před začátkem Pomsty Sithů.

### Kontinuita
Existovalo mnoho pokusů o udržení kontinuity v celé sáze, zejména propojení Klony útočí s Pomstou Sithů. Anakin se objevuje s jeho novým světelným mečem, který se objevuje v Pomstě Sithů poté, co jeho předchozí meč byl zničen v předchozím filmu. Ve 21. díle se C-3PO poprvé objevuje ve zlatém provedení a Anakin je pasován na rytíře. Posílá jeho padawanský copánek Padmé, která si ho odkládá k náhrdelníku, který jí dal ve Skryté hrozbě. Ve 22. díle se Anakin objevuje s jizvou na tváři, kterou má v Pomstě Sithů a je naznačeno, že Padmé otěhotněla na Naboo.
Seriál se vyznačuje tím, že představuje jednoho z padouchů Pomsty Sithů, generála Grievouse (ve 20. díle), i když některé z jeho vlastností nebyli v konečné podobě. Podle Genndyho Tartakovskyho mu George Lucas ze začátku vylíčil Grievouse jako jako "nemilosrdného vraha Jediů", ale nakonec ho navrhl jako "typického Béčkového padoucha, který provede něco zlého, zavrtí knírem a odběhne". V Pomstě Sithů dostal výrazný kašel s cílem zdůraznit jeho organickou povahu a chyby v jeho kyborgických protézách. Jeho vyobrazení v Clone Wars postrádalo kašel až do posledního dílu, ve které Mace Windu pomocí Síly rozdrtí náprsník, který v sobě ukrývá Grievousovy vnitřní orgány. Tento moment měl za účel vytvořit kontinuitu s filmem a byl zmíněn v jeho knižním zpracování. Na druhou stranu CGI seriál Klonové války (2008-2014, 2020) vyobrazuje Grievouse v již oslabeném stavu.
Druhá část sdílí prvky dějové linie s románem Labyrinth of Evil, který byl vytvořen ve stejném čase. Jak seriál, tak kniha vrcholí ve chvíli, kdy Jediové honí Grievouse na Coruscantu, aby zachránili Palpatina. Kniha obsahuje odlišný poslední souboj mezi Winduem a Grievousem, ale v obou dílech Shaak Ti slouží jako Palpatínova hlavní strážkyně. V seriálu Anakin a Obi-Wan vyšetřují možnou Grievousovu základnu na Nelvaanu předtím, než jsou zavoláni zpátky na Coruscant. Román popisuje, jak tato dvojice Jediů pronásledují Hrabě Dookua na Tythu. Během útěku na Coruscant se Dooku staví na Nelvaanu, aby tam zanechal falešnou stopu. Zatímco v poslední řadě Clone Wars je Shaak Ti poslána strážit Palpatina, vyobrazuje Anakina a Obi-Wana na jiném místě hned, před Pomstou Sithů.
Clone Wars původně sloužil jako pilotní díl pro CGI Klonové války. Návrhář postav pro Klonové války se pokoušel přenést prvky návrhů postav z 2D seriálu do 3D. Bylo původně oznámeno, že seriál z roku 2008 nenahradí kontinuitu seriálu z roku 2003, ale po odkoupení Lucasfilmu Disneym bylo v roce 2014 oznámeno, že CGI Klonové války budou oficiálně považované za kanonické, zatímco seriál z roku 2003 a většina ostatních spin-offových děl ne.